# 1997 GT36
1997 GT36 är en asteroid i huvudbältet som upptäcktes den 7 april 1997 av LINEAR i Socorro County, New Mexico.
Asteroiden har en diameter på ungefär 5 kilometer och den tillhör asteroidgruppen Koronis.